# Jussi Markkanen

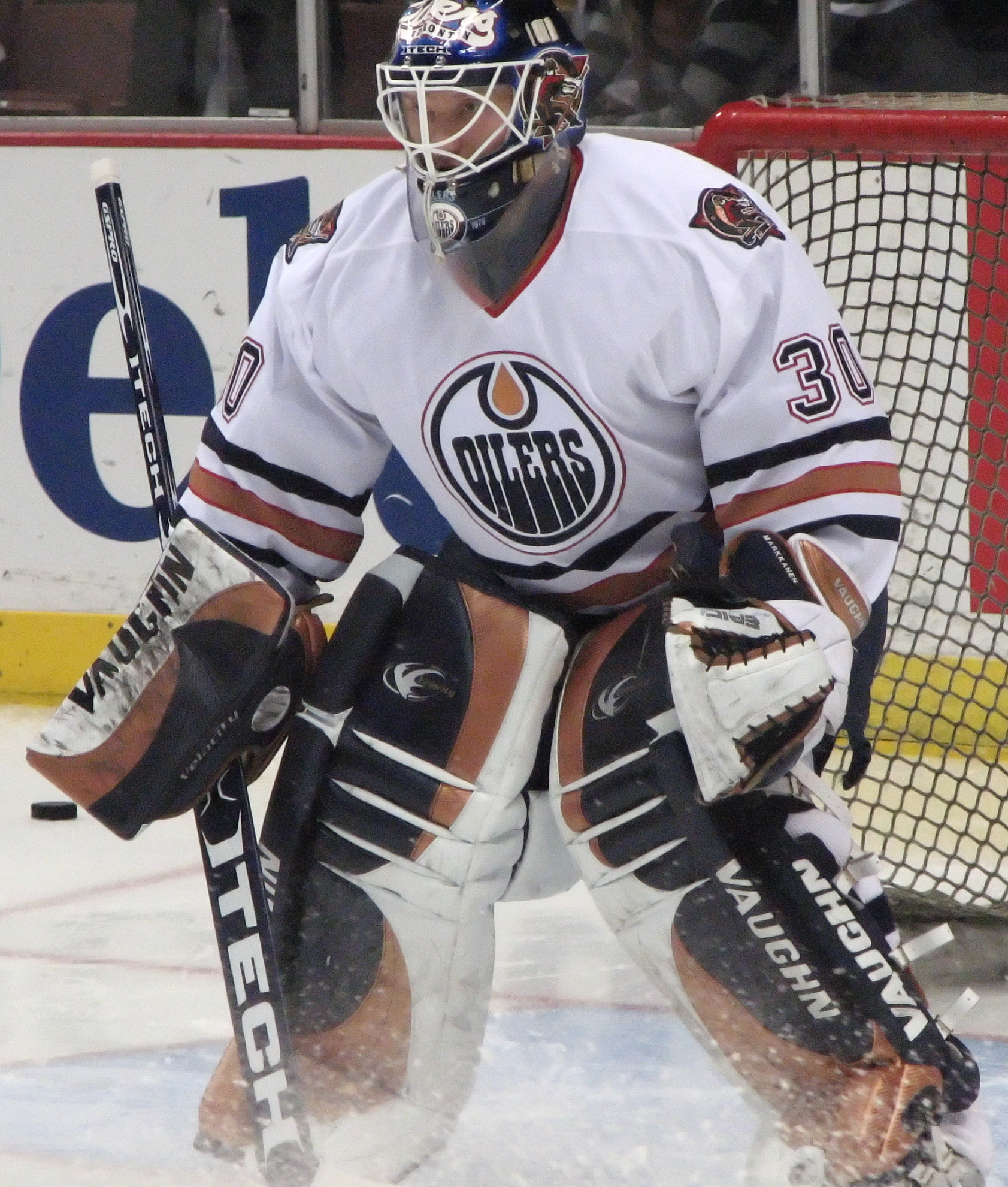
Jussi Markkanen, 2007.

Jussi Markkanen, född 8 maj 1975 i Imatra, Södra Karelen, är en finländsk före detta professionell ishockeymålvakt.
Jussi har spelat för SaiPa, EV Zug, CSKA Moskva, Jokerit, Edmonton Oilers, New York Rangers, Hamilton Bulldogs, Tappara och Ketterä under sin karriär.
Jussi draftades som 133:e spelare totalt av Edmonton Oilers i NHL Entry Draft 2001.